# Bergamasca (danza)
La bergamasca è una danza tradizionale originaria della città di Bergamo. La sua esistenza è attestata dall'inizio del XVI secolo. Aveva un tempo di 2/4 e veniva eseguita a coppia e a tondo. 

È caratterizzata dal ritorno periodico sulla tonica.

## Storia

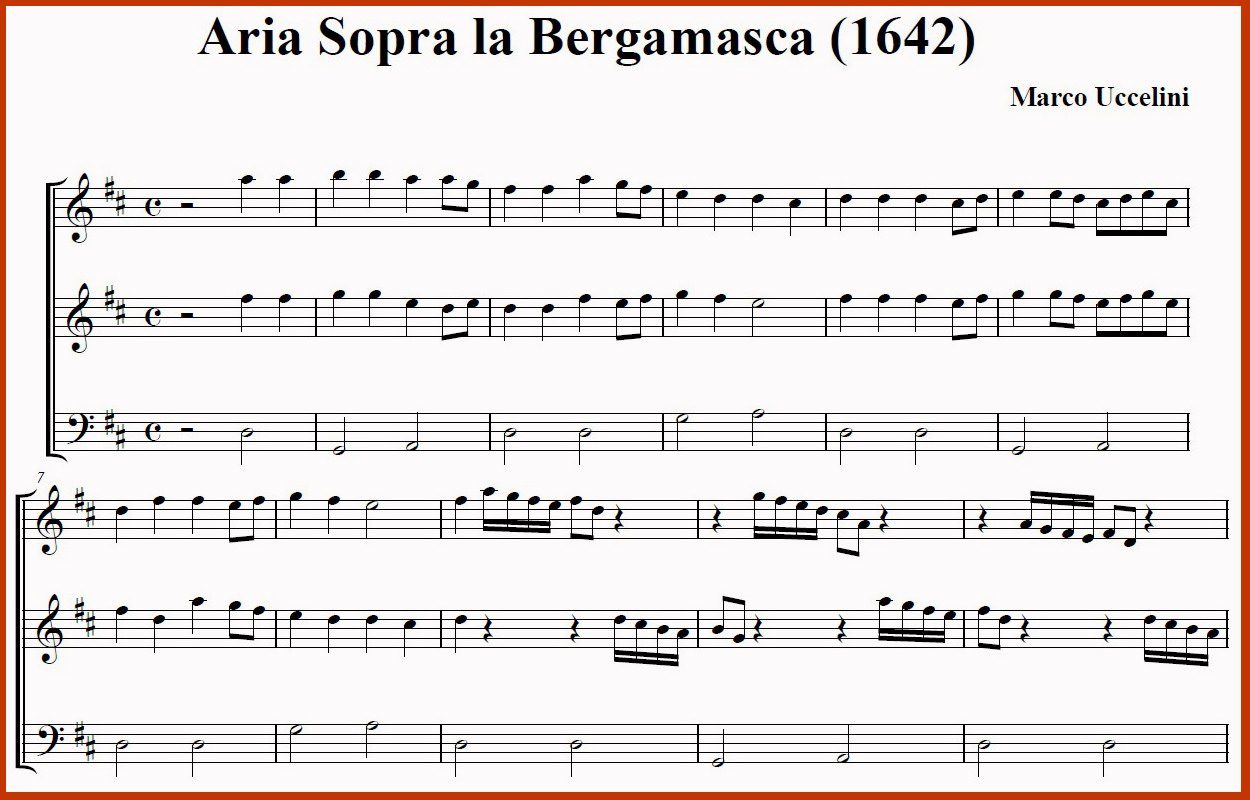
Partitura della Aria Sopra la Bergamasca di Marco Uccellini (1642).

Di impiego frequente nella musica di carattere popolare, come nel Terzo libro de intabolatura di liuto di Giacomo Gorzanis (1564) o nel terzo libro delle Villotte del Fiore di Filippo Azzaiolo (1569), si diffuse in seguito nella composizione strumentale del XVII secolo. Se un tempo si ritenne, secondo l'affermazione di Hugo Riemann, che la prima bergamasca attestata nella musica colta fosse quella inserita nel terzo libro delle Sonate di Marco Uccellini (1642), successivamente Paul Nettl precisò che una bergamasca era già presente nel quarto libro delle Sonate di Salamone Rossi (1622). Il Nettl contestò anche l'ipotesi del Riemann secondo la quale la bergamasca derivasse dalle forme di danza su "basso ostinato".
Tra i compositori di bergamasche del XVII secolo, oltre ai già citati Rossi e Uccellini, figurano tra gli altri: gli italiani Biagio Marini, Lodovico Grossi da Viadana, Gasparo Zanetti, Bernardo Gianoncelli, Giovanni Battista Vitali, Bernardo Pasquini e Giovanni Salvatore; l'italo-austriaco Giovanni Girolamo Kapsberger; i tedeschi Samuel Scheidt che ne compose delle variazioni sul tema (1621), Dietrich Buxtehude autore di 30 variazioni per clavicembalo dal titolo La Capricciosa, e Valentin Rathgeber; e il francese Jean-Baptiste Besard che inserì una bergamasca nel suo Thesaurus harmonicus (1603). Compositori come Girolamo Frescobaldi (1635) o Giovanni Battista Fasolo (1645) abbandonarono il modello della danza semplice e crearono delle bergamasche utilizzando un contrappunto complesso. Essa fu a volte associata alla ciaccona ed alla passacaglia nella "suite di danze" barocca.

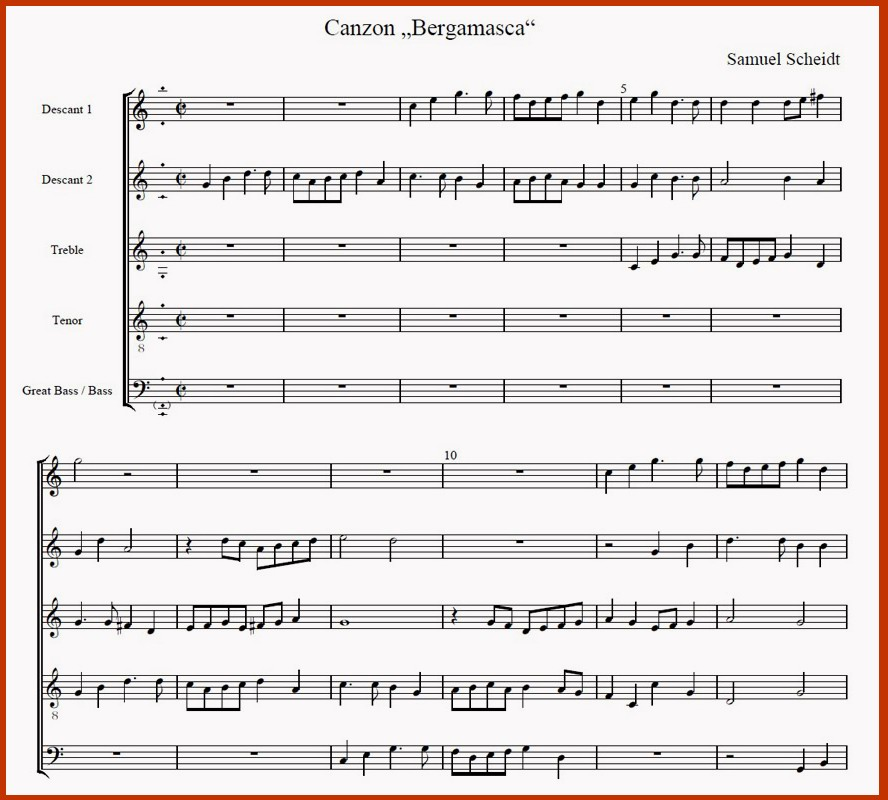
Partitura della Canzon "Bergamasca" di Samuel Scheidt.

Per il suo carattere vivace e saltellante, la sua abbondanza di salti e di capriole, l'attitudine del suo tema a molteplici variazioni e al suo possibile uso come "basso ostinato", la bergamasca fu spesso utilizzata nella commedia dell'arte. Con questa danza William Shakespeare concluse la commedia Sogno di una notte di mezza estate; per la quale Felix Mendelssohn comporrà in seguito eccellenti musiche di scena (Sogno di una notte di mezza estate, 1843). Molto impiegata nella composizione liutistica, tra i secoli XVII e XVIII incontrò notevole successo in Germania e in Inghilterra, fino ad influenzare la musica sia colta che popolare dei rispettivi Paesi; tanto da ritrovarla, in forma modificata, in una canzone popolare tedesca (Kraut und Rüben haben mich vertrieben) e in una canzone popolare svedese (Skära, skära havre).
Uscita di moda, nel XIX secolo la parola "bergamasca" passò ad indicare una danza diversa, di tempo 6/8, molto vivace ed abbastanza simile alla tarantella.
Ottorino Respighi trascrisse liberamente una bergamasca di Bernardo Gianoncelli e la inserì nelle Antiche arie e danze per liuto (seconda suite) del 1923. L'ultima bergamasca composta da un musicista classico risulta essere il secondo movimento di Two Pieces for Piano (1925) dell'inglese John Ireland. 
Nelle composizioni di Claude Debussy (Suite bergamasque, 1905) e di Gabriel Fauré (Masques et bergamasques, 1919) la parola non indica il tipo di composizione rappresentato; è invece una citazione dalla poesia Clair de lune del poeta francese Paul Verlaine, nella quale il nome dell'antica danza serve ad evocare un'immagine poetica ed onirica. Nella composizione di Alfredo Piatti (La Bergamasca) la parola non si riferisce alla danza ma alla città di Bergamo.